# Седемте чудеса на модерния свят
Седемте чудеса на модерния свят е списък, който съдържа 7 сътворени от човека забележителности.
През 1994 година Американската асоциация на строителните инженери (ASCE) започва да издирва кандидати за седемте чудеса на съвременния свят. Избраните проекти трябва да увековечат най-великите строителни постижения на съвременната цивилизация. Методът, по който са избирани проектите, не е публично известен.

## Седемте избрани строителни постижения на съвременната цивилизация
1. Итаипу - най-голямата ВЕЦ в света (Фос до Игуасу, Парана, Бразилия — Сиудад дел Есте, Алто Парана, Парагвай)
2. Мостът Голдън Гейт (Сан Франциско, Калифорния, САЩ)
3. Панамският канал - свързващ Атлантическия и Тихия океан (Колон и Панама, Панама)
4. Евротунелът - тунелът под Ла Манша с обща дължина 52,5 км. (Фолкстоун, Кент, Англия — Кокел, Север-Па дьо Кале, Франция)
5. Проектът за контрол на водната маса на Северно море (Холандия)
6. Небостъргачът Емпайър Стейт Билдинг (Ню Йорк, Ню Йорк, САЩ)
7. Канадската национална кула - най-високата структура в света без подпори (кабели и други) 553,3 м. (Торонто, Онтарио, Канада)